# Koizumi Kishio

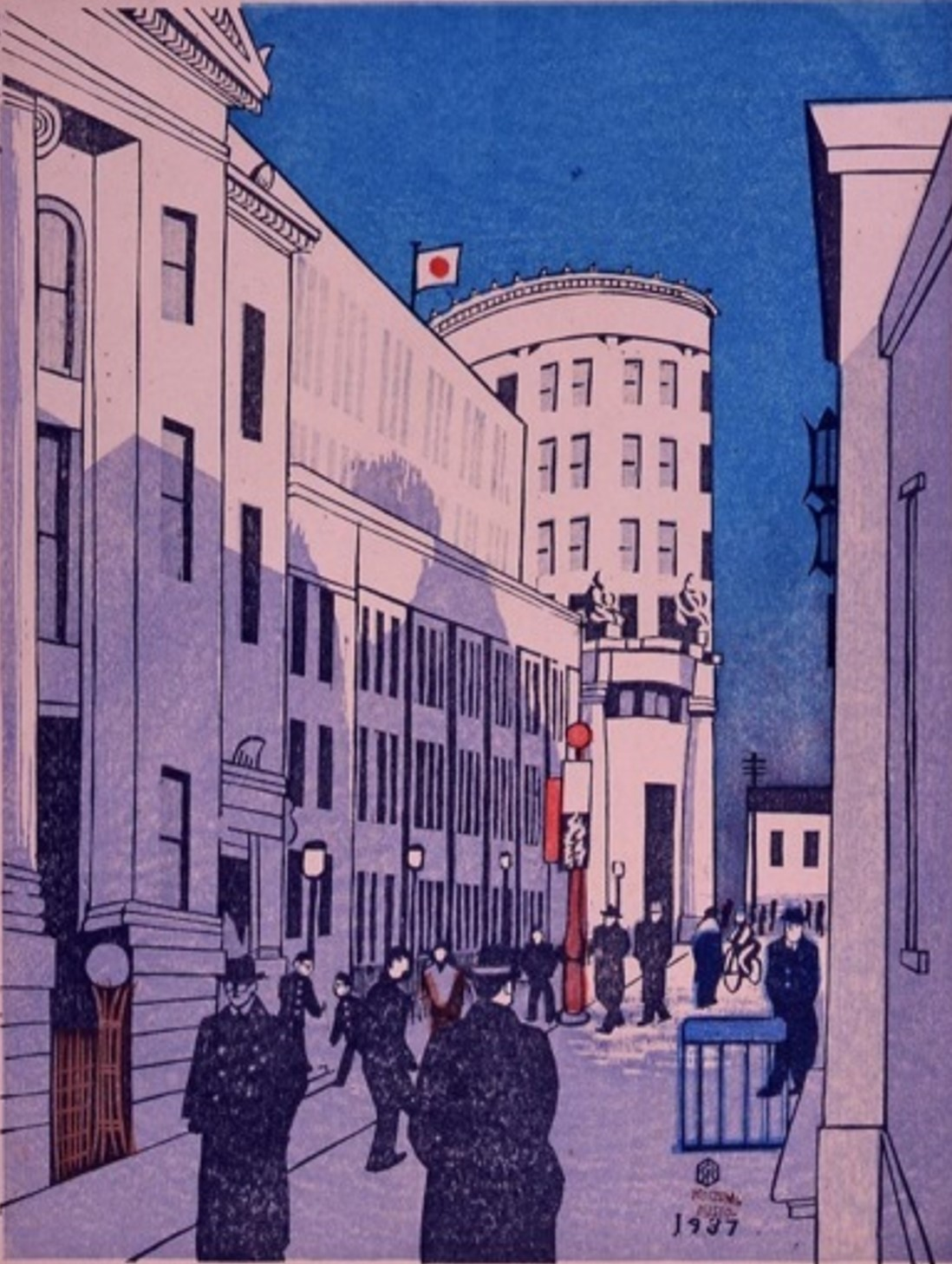
Kabutochō

Koizumi Kishio (japanisch 小泉 癸巳男; * Juni 1893 in der Präfektur Shizuoka; † Dezember 1945) war ein japanischer Holzschnitt-Künstler der Yōga-Richtung.

## Leben und Werk
Koizumi war Sohn eines Samurais, der sich auch als Kalligraph betätigte. Er nahm ersten Unterricht bei Horikoshi Kankichi, der für seinen Vater den Druck eines Kalligraphie-Handbuches vorbereitete. Danach ging er nach Tokio und studierte innerhalb der Gesellschaft für Aquarellmalerei (日本水彩画会研究所, Nihon suisai-ga kenkyūjo). Auch Maruyama Banka (1867–1942), Ishii Hakutei und Oda Kazuma (1882–1956) gehörten zu seinen Lehrern. Seinen Lebensunterhalt verdiente er sich in dieser Zeit mit kleinen Schwarzweiß-Illustrationen für Zeitungen und Magazine. Dabei traf er mit Tobari Kogan zusammen, der für dieselben Periodika arbeitete. Auf Drängen von Tobari beteiligte er sich 1918 an der Gründung der „Gesellschaft für kreativen Holzschnitt“ (創作版画協会, Sōsaku hanga kyōkai). Yamamoto Kanae ermutigte ihn, ein Lehrbuch für die Herstellung von Holzschnitten zu schreiben, das dann unter dem Titel Mokuhan no horikata/surikata (木版の掘りかた・摺りかた) erschien.
Koizumis Hauptwerk erschien als „100 Bilder Tokyos der Shōwa-Zeit“ (昭和東京百図絵, Shōwa Tōkyō hyaku zue), in dem er Farbholzschnitte von Tokyo zusammenfasste, die ab 1928 entstanden waren.

## Auswahl aus den „100 Bildern Tokyos“

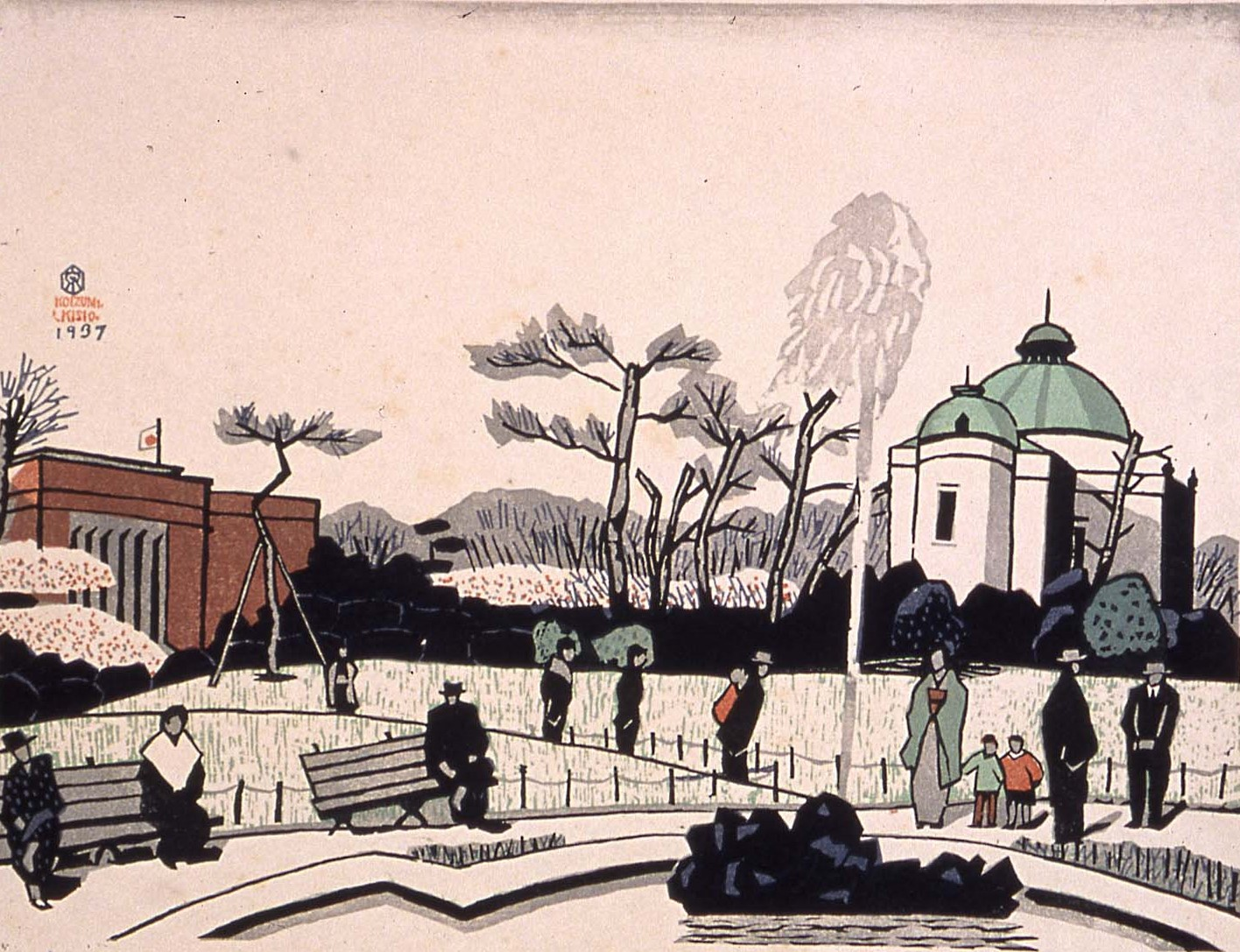
Im Ueno-Park
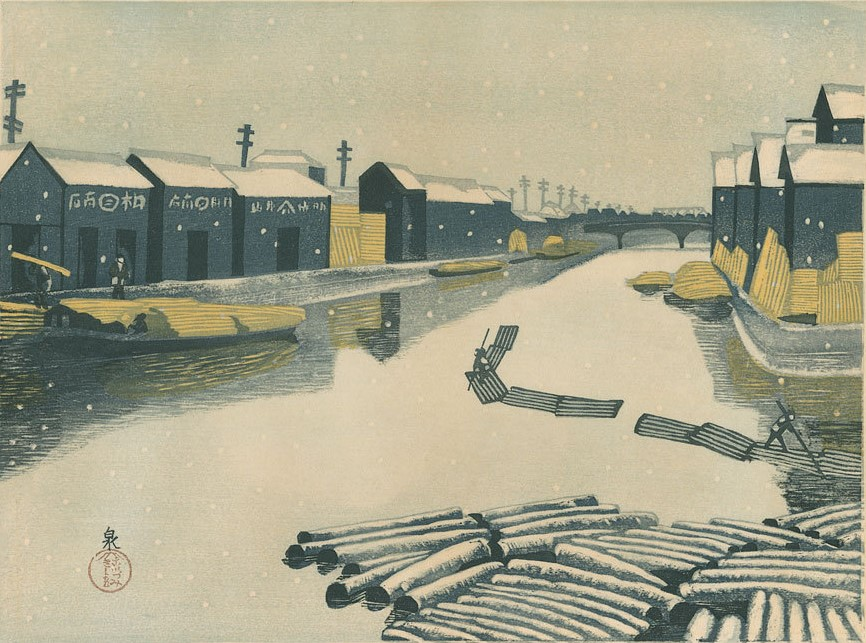
Holzplatz im Bezirk Fukagawa
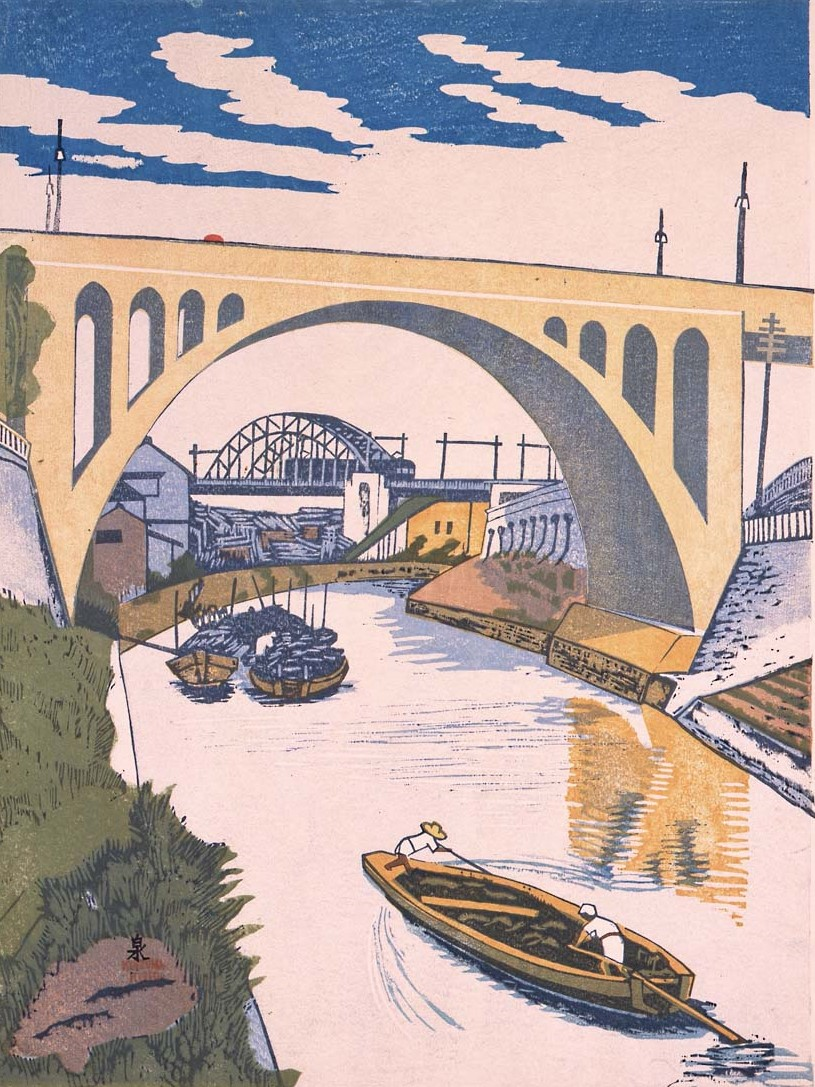
Hijiri-Brücke
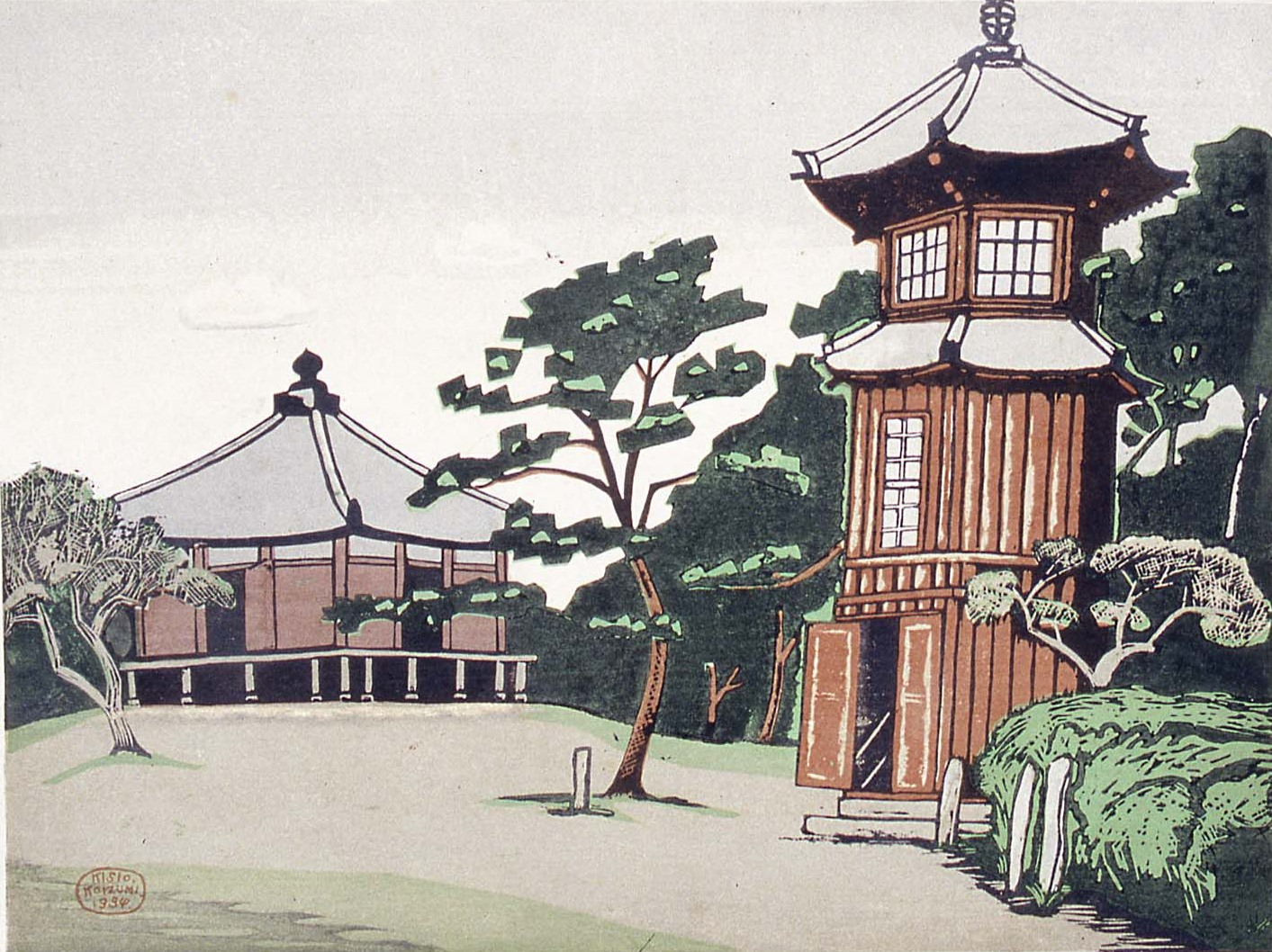
Philosophen-Pavillon[A 2]
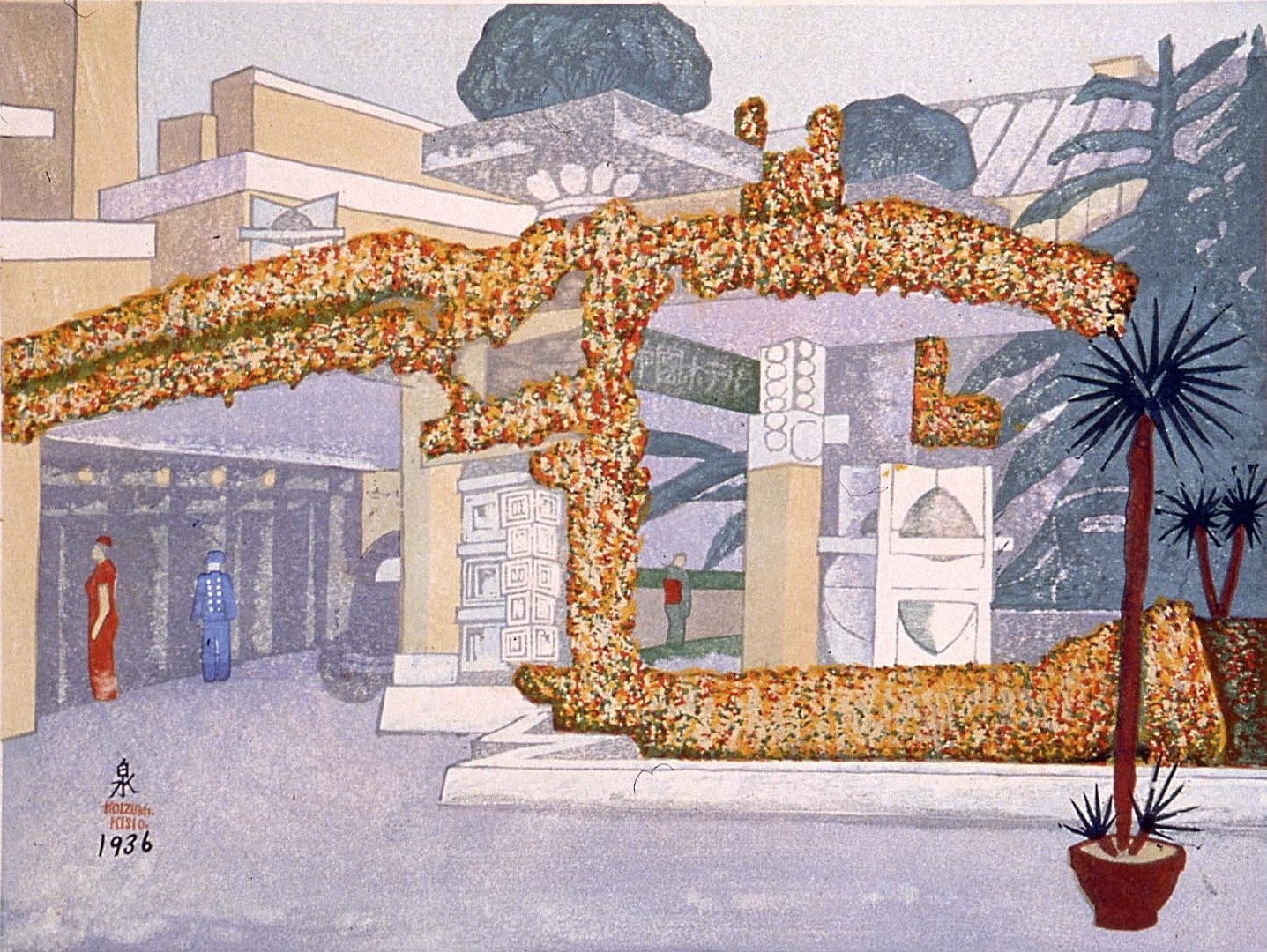
Imperial Hotel
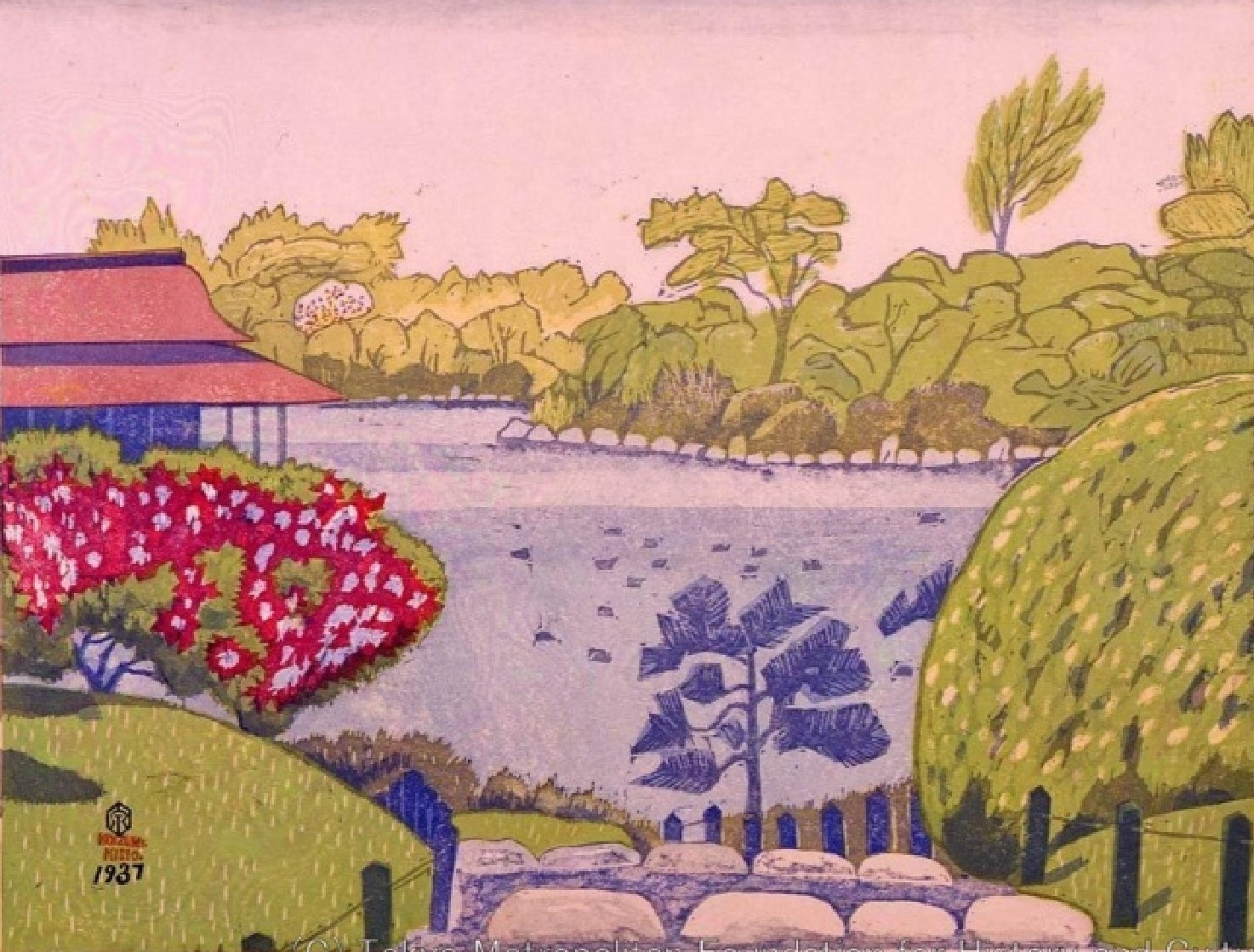
Kiyosumi-Park
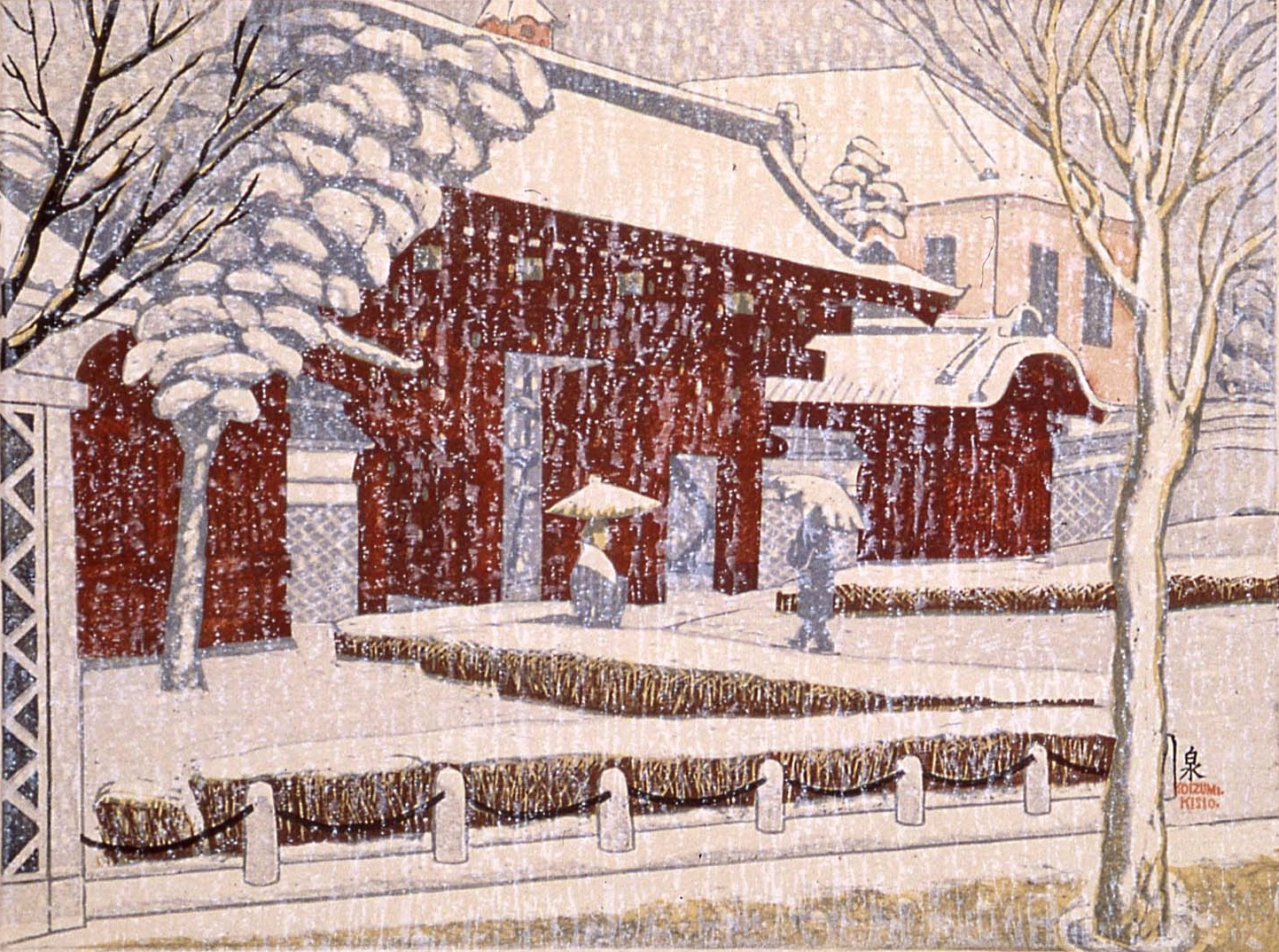
Akamon der Universität Tokio